# Ikensieformis
Ikensieformis es un género de foraminífero bentónico normalmente considerado un subgénero de Eostaffella, es decir, Eostaffella (Ikensieformis) de la subfamilia Pseudostaffellinae, de la familia Ozawainellidae, de la superfamilia Fusulinoidea, del suborden Fusulinina y del orden Fusulinida. Su especie tipo es Eostaffella ikensis. Su rango cronoestratigráfico abarca el Serpujoviense (Carbonífero inferior).

## Discusión
Clasificaciones más recientes incluyen Ikensieformis en la superfamilia Ozawainelloidea, y en la subclase Fusulinana de la clase Fusulinata. Clasificaciones más recientes incluyen Ikensieformis en la familia Pseudostaffellidae.

## Clasificación
Ikensieformis incluye a las siguientes especies:
- Ikensieformis ikensis †, también considerado como Eostaffella (Ikensieformis) ikensis
- Ikensieformis turkestanica †, también considerado como Eostaffella (Ikensieformis) turkestanica